# Coelioxys bipustulata
Coelioxys bipustulata är en biart som beskrevs av Heinrich Friese 1922. Coelioxys bipustulata ingår i släktet kägelbin, och familjen buksamlarbin. Inga underarter finns listade i Catalogue of Life.